# Michael Kohlmann
Michael Kohlmann (Hagen, 11 januari 1974) is een Duitse tennisspeler die voornamelijk actief is in het dubbelspel. Kohlmann speelt sinds 1995 professioneel tennis en heeft vijf ATP-toernooien in het dubbelspel op zijn naam staan.

## Palmares
| Legenda                       | Legenda               |
| ----------------------------- | --------------------- |
| Grand Slam                    |                       |
| Olympische Spelen             |                       |
| tot 2009                      | vanaf 2009            |
| Tennis Masters Cup            | ATP Finals            |
| ATP Masters Series            | ATP Tour Masters 1000 |
| ATP International Series Gold | ATP Tour 500          |
| ATP International Series      | ATP Tour 250          |

### Dubbelspel
| Nr.                           | Datum             | Toernooi            | Ondergrond    | Partner          | Tegenstanders in finale            | Score                  | Details |
| ----------------------------- | ----------------- | ------------------- | ------------- | ---------------- | ---------------------------------- | ---------------------- | ------- |
| Gewonnen finales heren dubbel |                   |                     |               |                  |                                    |                        |         |
| 1.                            | 17 februari 2002  | ATP Kopenhagen      | Hardcourt (i) | Julian Knowle    | Jiří Novák Radek Štěpánek          | 7–6(8), 7–5            | Details |
| 2.                            | 5 januari 2003    | ATP Chennai         | Hardcourt     | Julian Knowle    | František Čermák Leoš Friedl       | 7–6(1), 7–6(3)         | Details |
| 3.                            | 10 januari 2005   | ATP Auckland        | Hardcourt     | Yves Allegro     | Simon Aspelin Todd Perry           | 6–4, 7–6(4)            | Details |
| 4.                            | 16 april 2006     | ATP Houston         | Gravel        | Alexander Waske  | Julian Knowle Jürgen Melzer        | 5-7, 6-4, [10-5]       | Details |
| 5.                            | 4 februari 2007   | ATP Zagreb          | Tapijt (i)    | Alexander Waske  | František Čermák Jaroslav Levinský | 7–6(5), 4–6, [10–5]    | Details |
| Verloren finales heren dubbel |                   |                     |               |                  |                                    |                        |         |
| 1.                            | 19 september 1999 | ATP Bournemouth     | Gravel        | Nicklas Kulti    | Bob Bryan Mike Bryan               | 3-6, 7-6(5), 6-7(5)    | Details |
| 2.                            | 10 juli 2000      | ATP Gstaad          | Gravel        | Jérôme Golmard   | Jiří Novák David Rikl              | 6-3, 3-6, 4-6          | Details |
| 3.                            | 5 mei 2002        | ATP Mallorca        | Gravel        | Julian Knowle    | Mahesh Bhupathi Leander Paes       | 2-6, 4-6               | Details |
| 4.                            | 2 maart 2003      | ATP Kopenhagen      | Hardcourt (i) | Julian Knowle    | Tomáš Cibulec Pavel Vízner         | 5-7, 7-5, 2-6          | Details |
| 5.                            | 19 oktober 2003   | ATP Sint-Petersburg | Hardcourt (i) | Rainer Schüttler | Julian Knowle Nenad Zimonjic       | 6-7(1), 3-6            | Details |
| 6.                            | 23 mei 2004       | ATP Casablanca      | Gravel        | Yves Allegro     | Enzo Artoni Fernando Vicente       | 4-6, 2-6               | Details |
| 7.                            | 29 augustus 2004  | ATP Long Island     | Hardcourt     | Yves Allegro     | Antony Dupuis Michaël Llodra       | 2-6, 4-6               | Details |
| 8.                            | 13 februari 2005  | ATP San José        | Hardcourt (i) | Yves Allegro     | Wayne Arthurs Paul Hanley          | 6-7(4), 4-6            | Details |
| 9.                            | 10 juli 2005      | ATP Gstaad          | Gravel        | Rainer Schüttler | František Čermák Leos Friedl       | 6-7(6), 6-7(11)        | Details |
| 10.                           | 30 april 2006     | ATP Casablanca      | Gravel        | Alexander Waske  | Julian Knowle Jürgen Melzer        | 3-6, 4-6               | Details |
| 11.                           | 18 juni 2006      | ATP Halle           | Gras          | Rainer Schüttler | Fabrice Santoro Nenad Zimonjić     | 0-6, 4-6               | Details |
| 12.                           | 12 juli 2009      | ATP Newport         | Gras          | Rogier Wassen    | Rajeev Ram Jordan Kerr             | 7-6(6), 6-7(7), [6-10] | Details |
| 13.                           | 8 mei 2010        | BMW Open            | Gravel        | Eric Butorac     | Oliver Marach Santiago Ventura     | 7-5, 3-6, [14-16]      | Details |

## Prestatietabel
| Legenda | Legenda                          |
| ------- | -------------------------------- |
| g.t.    | geen toernooi gehouden           |
| l.c.    | lagere categorie                 |
| –       | niet deelgenomen                 |
| G       | uitgeschakeld in de groepsfase   |
| 1R      | uitgeschakeld in de eerste ronde |
| 2R      | uitgeschakeld in de tweede ronde |
| 3R      | uitgeschakeld in de derde ronde  |
| 4R      | uitgeschakeld in de vierde ronde |
| KF      | uitgeschakeld in de kwartfinale  |
| HF      | uitgeschakeld in de halve finale |
| F       | de finale verloren               |
| W       | het toernooi gewonnen            |
| w-v     | winst/verlies-balans             |

### Prestatietabel grand slam, enkelspel
| Toernooi            | 1998 | 1999 | 2000 | 2001 | 2002 |
| ------------------- | ---- | ---- | ---- | ---- | ---- |
| Grandslamtoernooien |      |      |      |      |      |
| Australian Open     | –    | 1R   | –    | –    | 1R   |
| Roland Garros       | –    | –    | –    | –    | –    |
| Wimbledon           | –    | 1R   | 1R   | –    | 1R   |
| US Open             | 3R   | 2R   | –    | –    | –    |

### Prestatietabel grand slam, dubbelspel
| Toernooi        | 1998 | 1999 | 2000 | 2001 | 2002 | 2003 | 2004 | 2005 | 2006 | 2007 | 2008 | 2009 | 2010 | 2011 |
| --------------- | ---- | ---- | ---- | ---- | ---- | ---- | ---- | ---- | ---- | ---- | ---- | ---- | ---- | ---- |
| Australian Open | 1R   | 2R   | 1R   | 1R   | 1R   | 1R   | 2R   | 1R   | 1R   | 1R   | –    | 1R   | HF   | 3R   |
| Roland Garros   | –    | 1R   | –    | 2R   | 1R   | 2R   | 3R   | 2R   | 1R   | KF   | –    | 3R   | 1R   | 3R   |
| Wimbledon       | –    | 1R   | –    | –    | 2R   | –    | 1R   | 1R   | 2R   | 2R   | 2R   | –    | 1R   | 1R   |
| US Open         | 2R   | 1R   | 1R   | –    | 1R   | 2R   | 2R   | –    | 3R   | 2R   | 1R   | 2R   | 2R   | –    |